# Septem Mària Museum
Il Septem Mària Museum di Adria è un museo di archeologia industriale allestito all’interno di un ex-impianto idrovoro situato in località Capitello, frazione di Amolara del comune di Adria, in provincia di Rovigo. Il museo appartiene ad un complesso polivalente nato dal completo recupero e reimpiego dei locali dell’idrovora, con l'obiettivo di valorizzare la storia della civiltà polesana e il suo viscerale rapporto con l’acqua, oltre a sensibilizzare il pubblico alle fondanti tematiche ambientali. Il museo è connesso alle attività di bonifica con alcuni spunti storici dalla protostoria all’attualità. Istituito nel 1998, fa parte della rete del Sistema Museale Provinciale Polesine, è di proprietà del Consorzio di Bonifica Polesine Adige – Canalbianco e viene gestito dall’adiacente Ostello Amolara.

## Storia

### I Septem Mària

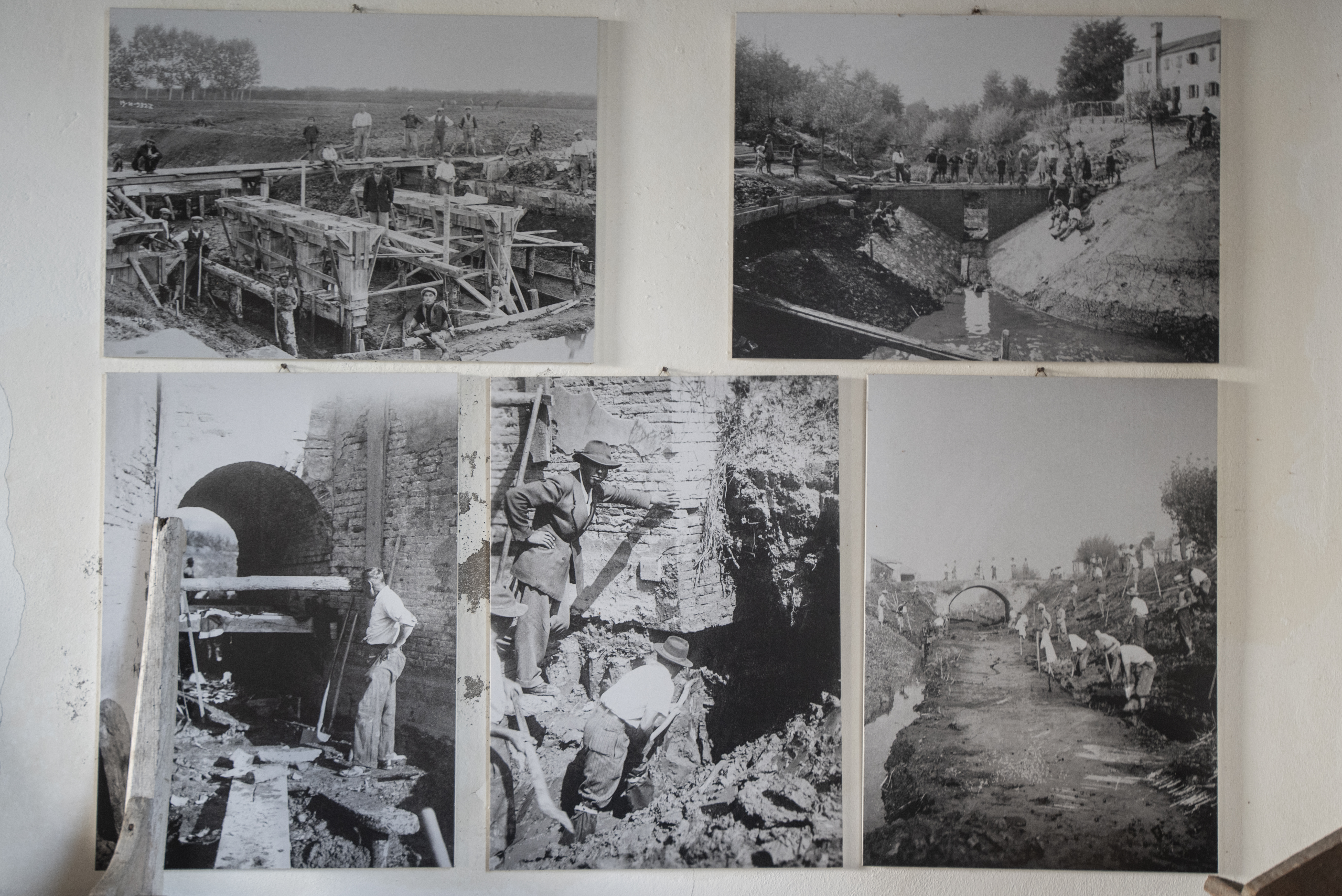
Foto documentarie del Septem Mària Museum

La denominazione del museo è connessa al sistema di vie di navigazione interna percorse nel Polesine in età romana di cui ci è giunta testimonianza da Plinio il Vecchio, che nel I secolo d.C. cita la già allora nota area attraversata da vari corsi d’acqua navigabili e lagune costiere comunicanti con il mare. Adria, storicamente delimitata dai fiumi Po ed Adige, ha dovuto affrontare sin dalla sua fondazione ingenti disagi alluvionali, a causa del difficile deflusso e ristagno delle acque. Dal Medioevo la città si è evoluta tra due bracci del Canalbianco e da allora il duro lavoro degli abitanti, protratto nei secoli, fece sì che da luogo malsano diventasse un territorio fiorente. Sul braccio meridionale, che sfocia nel mare mediante il Po di Levante, oggi si affaccia il Complesso dell’Amolara.

### Complesso dell'Amolara
Il complesso è stato allestito negli ambienti di una delle più antiche idrovore a vapore installate sul territorio. Inaugurata nel 1854, è stata attiva nella bonifica fino al 1992, a cui è seguito un inevitabile degrado sino ad una campagna di valorizzazione dell’edificio avviata nel 1997 dalla cooperativa Turismo & Cultura, in sinergia con il Consorzio di Bonifica, Regione del Veneto, Comune di Adria e Provincia di Rovigo. Il risultato è un centro polifunzionale ubicato in una zona storicamente rilevante. L’Ostello è dotato di una sala convegni, un ristorante che propone specialità gastronomiche locali ed alloggi. Nella sala da pranzo il pittore adriese Elvio Mainardi, cresciuto proprio tra le stanze dell’idrovora, ha dipinto ad affresco una parete con un sintetico viaggio nella storia polesana, coerente con l’esposizione del Septem Mària. 

### Sede museale
Il museo è inserito in un edificio storico di rilievo architettonico, uno degli esempi di Neoclassicismo più pregevoli nel Polesine. Progettato nel 1853 dall'ingegnere Cesare De Lotto per il Consorzio di Campagna Vecchia, è il primo impianto idrovoro a vapore installato nel territorio per iniziativa del Consorzio Valli d’Adria e Amolara, a cui seguirono altri impianti nel settore orientale del Polesine. Il complesso è facilmente riconoscibile dalla ciminiera, alta 56 m per 3.50 di diametro, innestata nel corpo principale costituito da due piani con sottotetto. L’area dell’ex-impianto di sollevamento è sede del museo.

## Collezione

### Sezione storica - introduttiva
La prima sala conserva una riproduzione dell'incisione dello storico e geografo tedesco Filippo Cluverio, del 1624, che raffigura l’area dei Septem Mària, che si estende in latitudine da Altino a Ravenna e da Ostiglia al mare. Segue l'Officina della bonifica, con vecchi strumenti per le operazioni di bonifica, che narra la storia locale per ragionare su una costruttiva gestione di un territorio ricco, delicato e prezioso qual è il Delta del Po.

### Sala macchine

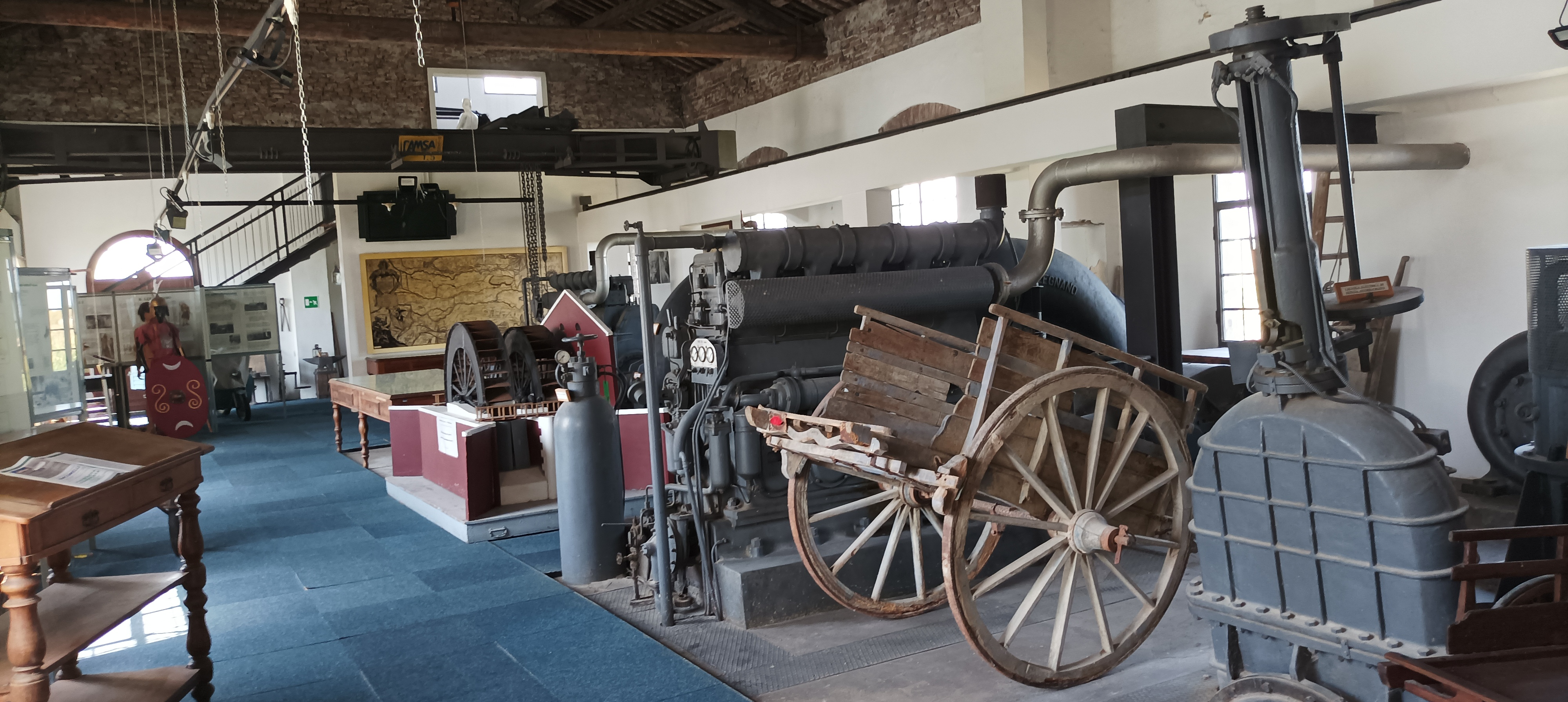
La sala macchine.

Nel nucleo centrale è possibile osservare due pompe centrifughe della portata idrica complessiva di 7200 litri d’acqua al secondo, installate per prelevare le acque in eccesso dalla Campagna Vecchia Inferiore, versarle nel mandracchio prospiciente e quindi al mare tramite il Canalbianco. Il percorso è supportato da una serie di pannelli didattici sull’evoluzione fisico-geografica della zona, gli insediamenti dall’epoca romana e i relativi interventi di bonifica nel Polesine. Procedendo si trovano il plastico di una vecchia pompa con ruote a schiaffo ed una riproduzione della Tabula Peutingeriana, una primordiale mappa stradale della rete viaria romana, in cui viene indicata la stazione Septem Mària e una mappa del Polesine datata 1713.

### Sezione strumenti idraulici
Il terzo e ultimo ambiente ospita una collezione di pompe idrauliche e vecchi strumenti di bonifica, accompagnati da plastici, pannelli didattici e bacheche a tavolo. Il complesso dell’Amolara rivestì inoltre un ruolo simbolico nel Risorgimento polesano. Nel 2011, in occasione del 150º anniversario dei moti risorgimentali e dell’Unità d’Italia, è stata posta sulla facciata del Septem Mària Museum una lapide in memoria di Massimiliano Raule, conduttore della macchina idrovora e filo-garibaldino. Dalle memorie locali l’ex idrovora fu un sicuro rifugio per i patrioti polesani, una sorta di “luogo della resistenza” alla occupazione austriaca.